# Acanthophyllum elatius
Acanthophyllum elatius är en nejlikväxtart som beskrevs av Bge. och Pierre Edmond Boissier. Acanthophyllum elatius ingår i släktet Acanthophyllum och familjen nejlikväxter. Inga underarter finns listade i Catalogue of Life.